# Karwno
Karwno (Duits: Karwen) is een plaats in het Poolse district  Bytowski, woiwodschap Pommeren. De plaats maakt deel uit van de gemeente Czarna Dąbrówka en telt 270 inwoners.

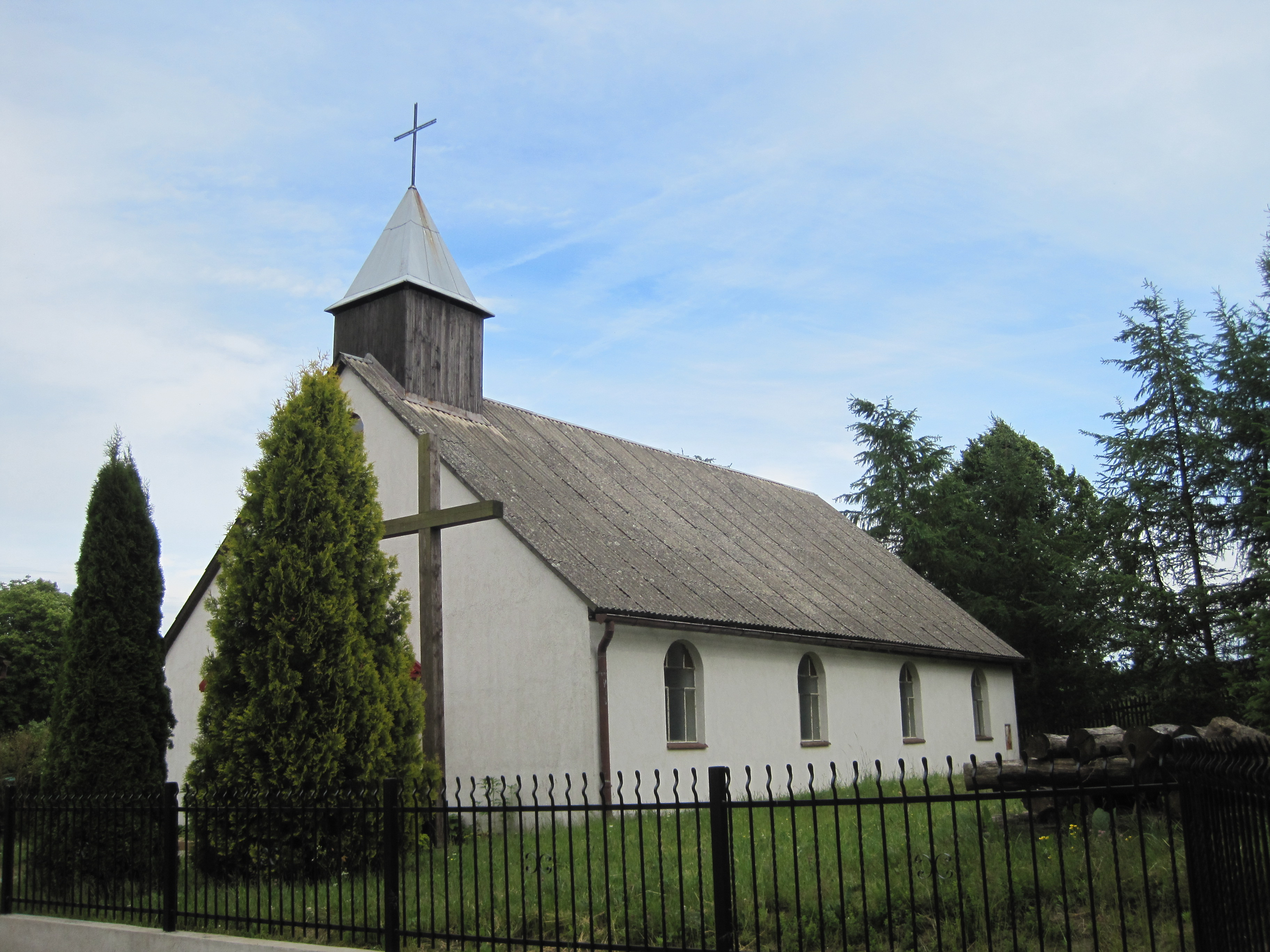
Kerkgebouw